# دهستان کوار
دهستان کوار نام دهستانی در بخش مرکزی شهرستان کوار، استان فارس در ایران است. براساس سرشماری مرکز آمار ایران در سال ۱۳۹۵، جمعیت آن ۲۳۱۲۰ نفر (۶۵۴۴ خانوار) بوده‌است.